# Phoma richardiae
Phoma richardiae är en lavart som beskrevs av Mercer 1913. Phoma richardiae ingår i släktet Phoma, ordningen Pleosporales, klassen Dothideomycetes, divisionen sporsäcksvampar och riket svampar.   Inga underarter finns listade i Catalogue of Life.